# 綿の国星
『綿の国星』（わたの くにほし）は、大島弓子による日本の漫画作品。1978年から1987年にかけて『LaLa』（白泉社）に不定期連載された。1979年（昭和54年）度第3回講談社漫画賞少女部門受賞作。大島弓子の代表作である。
本項では、これを原作とした1984年のアニメーション映画作品についても記述する。

## 概要
白泉社が刊行する少女向け漫画雑誌『LaLa』の1978年5月号から1987年3月号まで、全23話が不定期連載された。第1話は本来読み切り短編として描かれた作品で、物語も一話で完結していたが、好評を博したため連載化されて人気を呼び、最終的に9年にわたる長期連載となった。
擬人化された雌の子猫・チビ猫を主人公とした作品である。子猫の目を通して見た人間模様が描かれ、チビ猫と飼い主の須和野一家の日常、また周囲の猫たちや人間たちとの交流などが描かれている。チビ猫は青い目の真っ白い猫で、作中でペルシャ猫の雑種ではないかと言われる描写がある。
第1話の冒頭に「私は自分を人間だと思っているので、この姿で登場します」というチビ猫の台詞があり、チビ猫は白いエプロンドレスを着て、髪の間から猫耳をのぞかせ、スカートからしっぽを垂らしたた少女の姿で描かれる。このチビ猫のキャラクターは「猫耳美少女」の元祖とも言われる。
チビ猫以外の猫も全員人間の姿で描かれるが、あくまでも擬人化なので、作中人物は猫は猫であるとして認識する。また作中の猫は人の言葉を理解するが、猫が話しても人間には鳴き声としか聞こえず言葉は通じない。姿は人間のように描かれるが、床に置いた皿からキャットフードを食べたり、猫用トイレのペーパーサンドで用を足すなど猫らしく振る舞う。
連載初期にはチビ猫とその飼い主である時夫や須和野一家が中心であったが、さらにチビ猫と他の猫たちの交流や、様々な出来事を体験して成長していくチビ猫の姿が描かれるようになった。ただし実際の猫は1年程度で成猫となるが、チビ猫は作中でいつまでも子猫として描かれる。連載後半では1話ごとがストーリーとして独立し、メインキャラクターの登場場面がほとんどない回もあった。猫を擬人化するという手法は、のちに大島自身と飼い猫のサバとの生活を描いたコミックエッセイにも継承された。
『綿の国星』は読み切り連載の形式をとっていたが、全体のストーリーとしては完結しておらず、『LaLa』1987年3月号に掲載された掲載「椿の木の下で」が最終話となり、これをもって未完に終わっている。
その後、派生作品であるイラストストーリーの『ちびねこ』が、1994年から2006年にかけて小学館が刊行する絵本雑誌『おひさま』で不定期連載された。『ちびねこ』は漫画ではなくイラストと文章で綴った絵本のような作品で、小さな子供でも読めるよう文章は平仮名表記され、片仮名には振り仮名（ルビ）が付いていた。

## 登場人物

### 須和野家
須和野 チビ猫（すわの チビねこ）
主人公。元は飼い猫であったが捨てられ、雨の中で死にかけていたところを時夫に拾われる。
人間は人間として生まれる場合と、猫が成長し人間になる場合の2通りがあると信じているところから物語が始まる。
須和野 時夫（すわの ときお）
18歳。インフルエンザで大学受験に失敗し自暴自棄（ノイローゼ気味）になっていたが、チビ猫との出会いにより変わっていく。
須和野 飛夫（すわの とびお）
時夫の父。小説家。妻と息子の3人で東京の中央線沿線に住んでいる。居住地は大島が実際に住んでいた吉祥寺をモデルとしている。
須和野 二三子（すわの ふみこ）
時夫の母。専業主婦。時夫が拾ってきたチビ猫を飼うため、猫アレルギー（実際の作中での描写は猫恐怖症）を克服する。

### その他
美津子（みつこ）
時夫の恋人。法科の大学生。亡き父の遺志を継いで法律を学ぶ。髪型はひっつめ三つ編み。
ラフィエル
近所の猫のリーダーで美貌の雄猫。チビ猫の憧れの対象。チビ猫に人生論を説き「あんたはおれのホワイトフィールドだ」と言う。ラフィエルがどこかにあるユートピア「綿の国」のことを語ったとき、チビ猫が「綿の国」は天の星にあるのではないかと答えたことが『綿の国星』のタイトルの由来である。
猫マニア
ラフィエルに魅せられ捕らえようとする猫のコレクター。ラフィエルを探し放浪の旅に出て、実家に寄り付かず母親を嘆かせる。瑠璃動静（るり どうせい）の筆名を持つ詩人。
鈴木ブチ猫（すずき ぶちねこ）
毛皮にブチ柄のある少年の猫。チビ猫に似た妹がいた。チビ猫が中央線沿いにペルシャまで歩いて行こうとして、ゴミを拾い食いし腹痛で苦しんでいたところを助ける。イギリスへ行く人にもらわれていき、のちに番外編「ミルク・ラプソディ」で霧のロンドンから登場する。
くりまん
続編「ちびねこ」に登場する。チビ猫が拾ってきた頭の茶色い雌の赤ちゃん猫。

## 書籍

### 綿の国星
漫画
- 『綿の国星』白泉社・花とゆめコミックス、全7巻
  - 初の単行本化は、第1話が短編として花とゆめコミックス版『夏のおわりのト短調』に同時収録されたが、連載が続いて人気が出ると、花とゆめコミックス版『夏のおわりのト短調』が『綿の国星』第1巻に改題され、装丁も変更された。初期の単行本第1巻にはタイトルの端に『夏のおわりのト短調』と小さく書かれていた。
- 『綿の国星』白泉社、1980年12月（ハードカバー上製本、324ページ）
  - 収録作品：綿の国星（第1話）／ペルシャ／シルク・ムーン・プチ・ロード／ミルクパン・ミルククラウン／カーニバル・ナイト／ミルク・ラプソディ／ピップ・パップ・ギー
- 『大島弓子選集』 第9巻・第15巻・第16巻、朝日ソノラマ
- 大島弓子 白泉社文庫セレクション『綿の国星』全4巻、白泉社・白泉社文庫
- 『大島弓子が選んだ大島弓子選集』 第2巻・第3巻・第4巻、メディアファクトリー・MFコミックス

その他
- 『大島弓子 自選複製原画集 「綿の国星」を中心にして』白泉社・チェリッシュギャラリー、1979年
- 『綿の国星 昼の夢 夜の夢』白泉社、1980年（絵本）
- 『綿の国星ケーキの本』白泉社・ヒロインブック、1981年（共著：今田美奈子）
  - 『綿の国星ケーキの本 チビ猫のお菓子ランド』復刊ドットコム、2014年（1981年版を底本とした復刊）

### ちびねこ
- 『ちびねこ』小学館・おひさまのほん、1995年（絵本）
  - 大島弓子 白泉社文庫セレクション『ちびねこ絵本』『ちびねこ絵本 くりまん』全2巻、白泉社

## 全話リスト
1. 綿の国星（第1話）
2. 綿の国星 ペルシャ
3. 綿の国星 シルク・ムーン・プチ・ロード
4. 綿の国星 ミルクパン・ミルククラウン
5. 綿の国星 カーニバル ナイト
6. 綿の国星 ピップ・パップ・ギー
7. 綿の国星 日曜日にリンス
8. 綿の国星 苺苺苺苺 バイバイマイマイ
9. 綿の国星 八十八夜
10. 綿の国星 葡萄夜
11. 綿の国星 毛糸弦
12. 綿の国星 夜は瞬膜の此方
13. 綿の国星 猫草
14. 綿の国星 かいかい
15. 綿の国星 ド・シー
16. 綿の国星 ペーパー・サンド
17. 綿の国星 チャーコールグレー
18. 綿の国星 晴れたら金の鈴
19. 綿の国星 お月様の糞
20. 綿の国星 ばら科
21. 綿の国星 ギャザー
22. 綿の国星 ねのくに
23. 綿の国星 椿の木の下で
24. 綿の国星 SPECIAL ミルク・ラプソディ（イラストストーリー、1979年?）
25. 綿の国星 SPECIAL ミルク・ラプソディII（イラストストーリー、1981年）

## アニメーション映画
1984年2月11日劇場公開。92分。企画/製作：虫プロダクション。
本作は4:3スタンダードサイズで制作された。VHS版・VHD版では制作時の4:3サイズで収録されていたが、DVD版では画面上下をカットした16:9ビスタサイズでの収録となっている。
ソフト版のリリース当初はVHD事業を推進していたビクターの戦略商品と位置づけられ、VHD版のみが発売されていた。2004年3月31日にはDVD版が発売された。

### スタッフ
- 監督：辻伸一
- 脚本：辻真先、大島弓子
- キャラクターデザイン・作画監督：青嶋克己
- 作監補佐：梅津泰臣、古瀬登、本橋富士子、富沢雄三、千明ゆり
- キャラクターカラー設定：井上悦子
- 美術監督：吉原一輔
- 撮影監督：藤田正明
- 音響監督：松浦典良
- 音楽監督：萩田光雄
- 主題歌：『綿の国星のテーマ』リチャード・クレイダーマン
- 插入歌：『鳥は鳥に』
  - 作詞：大島弓子、谷山浩子
  - 作曲：谷山浩子
  - 編曲：萩田光雄
  - 歌：遠藤優子

- 遠藤 優子（えんどう ゆうこ、1967年8月11日 - 2023年8月28日）は、綿の国星での歌唱の他に『どすこい!!太郎』のカバー曲を発表するなど、ボーカリストとしてライブ活動などをしていたが、2023年8月28日に癌のため亡くなった。享年56。

- エンディング・テーマ：『ブルーハート』
  - 作詞：来生えつこ
  - 作曲：田中弥生
  - 編曲：萩田光雄
  - 歌：遠藤優子
- 編集：尾形治敏
- 製作担当：野村和史
- プロデューサー：原屋楯男

### キャスト
- チビ猫：冨永みーな
- 須和野時夫：島田敏
- お父さん（須和野飛夫）：羽佐間道夫
- お母さん（須和野二三子）：上田みゆき
- 美津子：潘恵子
- 猫マニア（瑠璃動静）：塩沢兼人
- 魚八の主人：野島昭生
- 鈴木ブチ猫：永久勲雄
- ラフィエル：野沢那智
- 月の声：永井一郎
- その他：三田ゆう子、鶴ひろみ、兼本新吾、はせさん治、斉藤昌、川島千代子、沢りつお、田中康郎、塩屋浩三、村松康雄、中谷ゆみ